# Diego Matías Rodríguez
Diego Matías Rodríguez (født 25. juni 1989) er en argentinsk fodboldspiller.